# Cirrhitiara superba
Cirrhitiara superba is een hydroïdpoliep uit de familie Pandeidae. De poliep komt uit het geslacht Cirrhitiara. Cirrhitiara superba werd in 1900 voor het eerst wetenschappelijk beschreven door Mayer. 